# 패러데이 상수
패러데이 상수(영어: Faraday constant)는 물리학과 화학에서 쓰이는 상수이다. 대체적으로 전기화학의 계산에서 자주 쓰인다. 이 상수의 이름은 영국의 과학자인 마이클 패러데이의 이름에서 따온 것이다.

## 정의
패러데이 상수는 1 몰의 전자가 가진 전하량을 의미한다. 보통 F로 나타내며 값은 다음과 같다.
F = 96,485.3383(83) C/mol

## 다른 상수와의 관계
정의에 따르면, 패러데이 상수는 다른 상수와 다음과 같은 관계를 지닌다.
F = NAe,
여기서, NA는 아보가드로 수, e는 기본 전하량을 의미한다.

## 같이 보기
- 마이클 패러데이
- 패러데이의 전기분해 법칙